# Malik Peiris
Joseph Sriyal Malik Peiris (පීරිස් en cingalais), né le 10 novembre 1949 au Sri Lanka, est un virologue srilankais. Après des études de médecine à l'université de Ceylan, il a soutenu sa thèse à l'université d'Oxford en 1981. Il a travaillé sur les transmissions de maladie des animaux aux humains, en particulier l'encéphalite japonaise, en montrant que les cochons jouaient un rôle de vecteur dans cette maladie. Il part travailler à Hong-Kong en 1995 pour mettre en place un programme de surveillance des virus de la grippe. Il est ensuite directeur de l’École de santé publique de l’Université de Hong Kong (HKU) et co-directeur du Pole de recherche HKU-Pasteur. Il a été le premier à isoler le virus SARS-CoV lors de l’épidémie de SRAS en 2003.

## Sources
- Cellule de crise – Pandémies : la traque planétaire, 2017 [voir en ligne] [présentation en ligne]
- Ministère de l’Europe et des Affaires étrangères, Malik Peiris élevé au rang d’Officier de la Légion d’honneur, 5 avril 2017 (lire en ligne)